# Nigui (Kando)
Pour les articles homonymes, voir Nigui.
Nigui est une localité située dans le département de Kando de la province du Kouritenga dans la région Centre-Est au Burkina Faso.

## Démographie
| 2003  | 2006  | 2012 |
| ----- | ----- | ---- |
| 1 380 | 1 587 | -    |

## Éducation et santé
Le centre de soins le plus proche de Nigui est le centre de santé et de promotion sociale (CSPS) de Kando tandis que le centre médical (CM) se trouve à Pouytenga.